# Zabużewka
Zabużewka (ros. Забужевка) – wieś (ros. село, trb. sieło) w zachodniej Rosji, w sielsowiecie kondratowskim rejonu biełowskiego w obwodzie kurskim.

## Geografia
Miejscowość położona jest nad rzeką Zabużewka, 7 km od centrum administracyjnego sielsowietu kondratowskiego (Ozierki), 19 km od centrum administracyjnego rejonu (Biełaja), 98 km od Kurska.
W granicach miejscowości znajdują się ulice: Wygon, Gonczarowka, Jeżakowka, Zajarok, Mołodiożnaja, Sadowaja, Sieło, Suchopiatowka, Chitraja Gora.

## Demografia
W 2010 r. miejscowość zamieszkiwało 260 osób.